# La influencia de Kant en Mou Zongsan
Mou Zongsan's estudioso de Immanuel Kant ha sido citado como una parte muy crucial en el desarrollo de la filosofía personal de Mou, a saber Nuevo confucianismo. Ampliamente considerado como el erudito de Kant más influyente en China, la rigurosa crítica de Mou a la filosofía de Kant, habiendo traducido las tres críticas de Kant, sirvió como un ardiente intento de reconciliar la filosofía china y occidental mientras aumentaba la presión para  occidentalizar en China.
Siguiendo a su maestro Xiong Shili, Mou intentó justificar una metafísica moral.  Intentó hacer esto en gran parte criticando conceptos kantianos como  naturaleza moral,  sentimiento moral, intuición intelectual, cosa en sí, y la división entre noumena y fenómenos.

## Metafísica moral

### Naturaleza moral
Mou busca establecer una metafísica moral en  Kantian términos al intentar refutar que sólo puede haber una metafísica de la moral. En una metafísica moral, dado que ontología y moralidad están tan estrechamente relacionadas, los humanos deben tener intuición intelectual para ver que las cosas que saben, incluyéndonos a nosotros mismos, tengan valor moral. Kant fue incapaz de justificar una ley moral debido a la limitación de la condición humana, específicamente la falta de intuición intelectual humana y postular el  libre albedrío como algo más allá del alcance humano. Lo que Kant debería haber hecho, según Mou, era establecer la existencia de un libre albedrío y explorar más a fondo las consecuencias prácticas. En consecuencia, Mou insta a los lectores a “descartar el enfoque equivocado de Kant y seguir términos confucianos como corazón-mente, "Buen conocimiento" y considerar intuición intelectual como otro término para  autotrascendencia - un término que se preocupa más por la conexión entre los seres humanos que es más fundamental que la mera identidad propia".
Los corazones-mentes de todos los humanos son todos esencialmente uno y esta unidad  trasciende la particularidad individual. Por lo tanto, parece que Mou aboga por una moralidad ligada a la no individualidad: una conexión con los demás que precede al fundamento de la autoidentidad individual. Al hacer distinciones entre el noumena y fenómenos en lugar de darse cuenta del corazón-mente, o tratar de probar la existencia del libre albedrío en lugar de aceptar su existencia, muestra que Kant solo se preocupa por el individuo, que niega el acceso a su propia moralidad. Así, Kant pasó por alto el impacto de la experiencia autotransformante de la acción moral debido a un concepto del hombre que desafía la autotrascendencia.
Como explicó Nick Bunin, “Kant desplaza el yo moral, la voluntad racional, el valor de las cosas y la recompensa por la cultura a un mundo noumena que no podemos conocer. De la misma manera que es más importante conocernos a nosotros mismos y a los demás, estamos aislados del conocimiento. La alteridad absoluta del otro se complementa en esta visión con la alteridad absoluta de mí mismo como agente moral".
Bajo el sistema de Kant  la parábola de Mencius sobre el niño en el pozo también fallará debido a la "falta de conexión entre los seres humanos que es más fundamental para ellos mismos", y por lo tanto será incapaz de experimentar verdaderamente el shock a mí mismo (自我震動), un despertar a mí mismo (驚醒) y una autoconfirmación de mí mismo (自肯認其自己).  Como escribió el erudito Schmidt, “Dado que para Mou la intuición intelectual es solo otro nombre para la autotrascendencia, podemos inferir de aquí lo que se está trascendiendo en este momento: el aislamiento atomista del individuo, que no es más que una abstracción de la verdadera y verdadera persona de cada persona. El Yo moral sobre el apego a la autoimagen del mero individuo, continuó Schmidt, "...en la filosofía occidental, este apego ha sido institucionalizado en el concepto de sujeto (epistemológico) o   Cogito  - nuestra autotrascendencia y, de hecho, toda la dimensión moral de nuestro ser permanece opaca. No alcanzamos lo que los nuevos confucianos llaman  conciencia de nuestra propia naturaleza moral  (自覺).”

### Limitación de la teoría del sentimiento moral de Kant
Kant busca encontrar una ley moral basada exclusivamente en la razón y no en los sentimientos porque la variabilidad en grados haría imposible determinar un estándar moral uniforme. Sin embargo, Kant todavía permite que el sentimiento juegue un papel en su búsqueda de una ley moral. Primero, divide los sentimientos en dos categorías: (i) sentimientos patológicos y (ii) sentimientos morales: los sentimientos patológicos preceden al pensamiento de la ley, mientras que los sentimientos morales solo pueden seguir después del pensamiento de la ley. Aunque ninguno de los dos tipos de sentimientos puede ser fundamento de una ley moral porque no se basa en la razón, Kant creía que un tipo de sentimiento moral, específicamente el "respeto" por el sentimiento moral, era digno de una investigación más profunda.
Para Kant, a diferencia de los sentimientos patológicos, el "respeto" por la ley no surge de una influencia externa y es "auto-forjado por un concepto racional". Sin embargo, este respeto por la ley no es la base de una ley moral, sino que representa "la conciencia de que mi voluntad está subordinada a una ley, sin la intervención de otras influencias en mi sentido". Para Kant, el sentimiento moral es el incentivo ("Bewegungsgrund") para seguir la ley moral y no debe ser socavado. Sin embargo, clasifica este sentimiento como  empírica felicidad porque "todo interés empírico promete contribuir al bienestar mediante la agradabilidad que ofrece una cosa, ya sea que se considere el beneficio".
Al respecto, Mou no está de acuerdo con Kant y cree que al poner el sentimiento moral a la par con la felicidad, Kant pierde por completo la esencia del sentimiento moral. Según Mou, no sólo hay sentimiento moral empírico sino también  trascendental y es en esta forma de sentimiento moral que se puede encontrar el incentivo ( Bewegungsgrund ) para la ley moral. Sobre este sentimiento moral trascendental Mou escribe:

"Los tres —a saber, sentimiento iluminado, razón y principio— son uno. Esto no significa establecer de antemano un tipo particular de sentimiento moral como fundamento del principio, que es la posición a la que se opone Kant. Más bien, la razón en sí misma es un sentimiento iluminado (dado que no es sensible, se le llama sentimiento iluminado o sentimiento intelectual). El sentimiento iluminado es al mismo tiempo razón: no precede a la razón, pero tampoco es posterior a la razón; es idéntico a la razón".

Mou es reticente a asignar el sentimiento moral como la base de la ley moral, pero introduce un nuevo significado al sentimiento moral llamándolo "la base dinámica trascendental para la realización de la moral".

## Intuición intelectual
Mou afirmó en  Fenómenos y cosas en sí mismas 現象與物自身 (1975) ”que“ si es cierto que los seres humanos no pueden tener intuición intelectual, entonces toda la filosofía china debe colapsar por completo, y los miles de años de esfuerzo deben ser en vano. Es solo una ilusión ". A través de su investigación de la intuición intelectual de Kant, Mou se esfuerza no solo por superar a Kant sino por establecer que la filosofía china es superior. 
En términos de Kant, los seres humanos son "limitados" (有限) en que no tienen intuición intelectual (智的直覺) y por lo tanto no tengo acceso a la cosa en sí (物自身). En consecuencia, Mou tiene la tarea de ir más allá de Kant, donde afirma que los seres humanos son ilimitados. (無限)—que tienen intuición intelectual y, por tanto, son capaces de captar las cosas en sí mismas. En Kant, las cosas tal como son en sí mismas no son objetos trascendentes que residen en un reino fuera del alcance de la razón humana. La cosa en sí misma no es una cosa en absoluto, sino una noción que debe presuponerse desde el punto de vista de la razón humana (finita). Por lo tanto, no se puede argumentar a favor de un tipo particular de facultad que proporcione acceso a ella.  Al presentar su concepto de "intuición" intelectual, Mou parece defender una facultad que Kant había pasado por alto o mal entendido, pero todo su argumento se basa en última instancia en un cambio de significado de lo que es la cosa en sí misma (ver más abajo).
Los motivos de Mou para sostener que los seres humanos tienen intuición intelectual radican en el pensamiento confuciano de la transformación moral y el logro de la felicidad. El concepto confuciano de transformación moral, un proceso en el que una persona pequeña puede trascenderse a sí mismo en un caballero y en un sabio, se basa en el principio de que somos capaces de conocer nuestros motivos y voluntad que permiten tal transformación. Por el contrario, Kant niega que podamos tener una intuición intelectual de las cosas en sí mismas, incluso de uno mismo. Esto se aclara con más detalle en "El conocimiento de Dios y el nuestro: Kant y Mou Zongsan sobre la intuición intelectual" de Bunin:

”Los contenidos de mi conciencia son objetos de sentido interno, pero mi conciencia no es un objeto de sentido interno ni externo; si tuviera intuición intelectual de mí mismo, me constituiría como un objeto sin recurrir a la sensibilidad, y nuevamente todo el edificio kantiano del conocimiento (y del lenguaje) se derrumbaría"

Para Mou, la filosofía de Kant se basa en el supuesto de la "limitación del hombre" (人之有限性), y para ir más allá, Mou argumenta que aunque el hombre es limitado, estos límites se pueden superar / puede volverse ilimitado (人雖有限而可無限). Esto recuerda no solo la noción confuciana de transformación moral, sino también el logro de la virtud. (成德), ambos necesariamente requieren que seamos capaces de conocer nuestros motivos y voluntad, como se dijo anteriormente.
Sin embargo, para Mou, no se trata de por qué los humanos pueden superar la limitación, sino de por qué Occidente no logró desarrollar esta simple característica humana. En pocas palabras, fue la comprensión occidental del hombre como criatura de Dios, o más bien, como un reflejo negativo de las cualidades infalibles de Dios lo que inherentemente limitaba el ser del hombre. La trascendencia confuciana no fue posible porque en Occidente fue etiquetada como "divina" y algo fuera de los límites de los humanos morales. Esta creencia profundamente arraigada conduce a la falta de intuición intelectual en la filosofía de Kant. Mou concluyó que Kant había jugado dentro de los confines del  cristiano dogma con una implicación de distinción absoluta entre el hombre y Dios, y veía al hombre como un ser limitado. Para Mou, esto no es solo un reflejo de la limitación de Kant en su filosofía, sino de la filosofía occidental en su conjunto.

## Cosas en sí, noúmenos y fenómenos
Kant teorizó que (1) solo Dios puede tener conocimiento de noumena porque posee intuición intelectual y (2) Dios solo crea noumena, no apariencias. Mou elogió esta distinción de noúmenos y fenómenos y consideró que implicaba una de las cuestiones metafísicas más profundas. Sin embargo, Mou afirmó que el problema con la división entre noumena y fenómenos, especialmente la concepción negativa de noumena (la incapacidad de ser conocido por los humanos) se debe a una comprensión poco clara de cosa en sí. Además, Mou afirmó que la distinción solo puede entenderse si el concepto de cosas en sí se entiende como evaluativo en lugar de  fáctico.
Esta maniobra permite la justificación de la existencia de las cosas en sí mismas como  práctica y no como un postulado, y pide la posibilidad de leyes morales. Esto es importante porque la existencia de leyes morales solo puede justificarse prácticamente en la dimensión de la razón práctica. La justificación práctica de las cosas en sí tienen una necesidad subjetiva porque están fuera de esta necesidad práctica, es decir, como seres autónomos, fenoménicos, cuánto nos importan las leyes morales y nuestra propensión a seguirlas es motivo de su existencia. Así, la concepción de las cosas en sí que nos es limitada (inaccesible) a través de la  la razón teórica se vuelve positiva en razón práctica.
Como dice Mou, “mucha razón teórica no puede afirmar la realidad objetiva de la libertad, Dios y el alma”. Mou llega a esta posición porque el pensamiento confuciano ha estado dominado por una preocupación por la agencia moral (道德行為) y el logro de la  virtud  (成德) y, por tanto, por problemas prácticos en un sentido que la tradición occidental no ha podido comprender. Esto se puede ver en la ausencia del concepto de  gongfu  (工夫) en los conceptos occidentales, es decir, el “esfuerzo moral” individual que realiza los valores morales a través de  agencia humana. El académico Stephen Schmidt escribe sobre  gongfu  (工夫) diciendo:

“Sugiero entender el gongfu como el punto de contacto dinámico entre lo real y lo ideal, entre lo que es y lo que debe, y por lo tanto entre los dominios de la ontología y la teoría moral en la filosofía occidental. En el confucianismo, este punto de contacto constituye su propio ámbito cuasi-ontológico, que no es congruente ni con la realidad puramente objetiva y fáctica ni con la mera idealidad, sino que es una especie de actualidad. (實體)—lo que surge a través de la agencia humana y constituye el mundo de la vida humana con su cualidad moral intrínseca".

Wing-Cheuk Chan escribe que es en esta coyuntura que Mou reitera la necesidad del confucianismo porque otorga intuición intelectual al ser humano y el noumena se vuelve accesible.
Dar a las cosas en sí mismas un significado  teórico limita la capacidad de los humanos para conocerlas, pero la razón práctica valida su valor e infinitud. Así, cuando la mente humana se vuelve infinita en términos confucianos, todos los seres se dan como cosas en sí mismos. Para Mou, la base precaria de la distinción entre noúmenos y fenómenos puede resolverse mediante la percepción confuciana de que el hombre tiene la capacidad de trascenderse a sí mismo mediante la transformación moral.

## Crítica
Los estudiosos argumentan que las traducciones de Mou de los términos kantianos no son reflejos precisos de los significados originales en alemán porque todas las obras de Mou fueron traducidas del inglés. Stephan Schmidt, por ejemplo, señala el término  Anschauung , traducido en inglés como  intuición  como una traducción engañosa porque  anschauung  (tenga en cuenta la palabra raíz  anschauen ) Se basa en el sentido visual y el ojo como órgano del conocimiento humano, mientras que la “intuición” no implica necesariamente al ojo. Siguiendo la traducción al inglés, Mou lo traduce al chino como  zhijue  (直覺) o "percepción directa", atribuyendo así directamente la actividad al intelecto. Los significados definitorios de los términos de Kant se borran y reemplazan por los términos de Mou que contienen interpretaciones implícitas de lo que Kant originalmente quiso decir.